# Ambrus Klára
Ambrus Klára, 1945-ig Bayer (Róma, 1924. december 8. – Buffalo, 2011. február 26.) magyar-amerikai gyermekgyógyász, szülész-nőgyógyász, hematológus, farmakológus, a Magyar Tudományos Akadémia külső tagja, Ambrus Gyula (1924–2020) orvos felesége.

## Élete
Rómában született és tízéves volt mikor Budapestre költözött szüleivel. 1943 és 1947 között a Pázmány Péter Tudományegyetemen orvostanhallgató volt, de 1949-ben a Zürichi Egyetemen szerzett általános orvosi oklevelet. 1950 és 1954 között a Sorbonne, majd a párizsi Pasteur Intézetben vendéghallgatója volt. 1954-ben férjével, Ambrus Gyulával az Amerikai Egyesült Államokban telepedett le, ahol először Philadelphiában dolgozott rövid ideig, majd 1955-től haláláig a New York állambeli Buffalóban élt és az ott található New York-i Állami Egyetemen kutatóprofesszori címet szerzett. 1975-től tagja volt a Research Communications in Molecular Pathology and Pharmacology című folyóirat szerkesztőbizottságának. 2001-től az MTA külső munkatársa volt.
Egy lakástűzben elszenvedett sérülései miatt veszítette életét 86 évesen.

## Díjai, elismerései
- Az Amerikai Orvosok Kollégiumának tagja (1960–)
- Nelson Hackett-díj (1972)
- Kiváló Nők Díja (1980)
- Állandó Orvosi Bizottsága tagja (1983–1984)
- A vatikáni Szent Sír Lovagrend tagja (1991–)
- George F. Koepf-díj (1997)
- Nők az Orvostudományban Díj (1999)
- A Magyar Tudományos Akadémia külső tagja (2001–)
- New York Laurate Award (American College of Physicians, 2008)
- Világ Igaza

## Főbb művei
- Bone Marrow Protection as a Potential Aid to Chemotherapy. Többekkel. (Extrait de Acta Union Internationale Contre le Cancer, 1960)
- Bone Marrow Transplantation in the Protection of Primates against Radiation. (Proceedings of the International Symposium on Bone Marrow Therapy, 1962)
- Regulation of Regeneration and Transplantation of Chemic Tissues. Többekkel. (Annals of New York Academy of Sciences, 1964)
- Determination of Inhibitors of Fibrinolysis. (Thrombosis and Bleeding Disorders. New York, 1971)
- Studies on Prevention of Respiratory Distress Syndrome of Infants Due to Hyalin Membrane Disease with Plasminogen. (Proceedings of the 23th Annual Symposium on Blood. Detroit, 1975)
- Thromboembolism and Related Conditions in Pediatrics. (The Thromboembolic Disorders. New York, 1983)
- Changes in the Fibrinolysin System in Adult Respiratory Distress Syndrome – ARDS – Caused by Trauma/Septic Shock in Patients and in Experimental Animals. (Rational Diagnosis and Treatment of Hemorrhagic Diatheses and Thromboembolic Disorders. New York, 1986)
- Ethics and Methodology of Studies on Major Complications in Cancer Patients: Infectious Complications, Thromboembolism, Hypercalcemia and Osteoporosis. (Medical Ethics and Ethical Medicine, 1989)